# Mandela : Un long chemin vers la liberté
Pour les articles homonymes, voir Mandela (homonymie).
Pour plus de détails, voir Fiche technique et Distribution.
Mandela : Un long chemin vers la liberté (Mandela: Long Walk to Freedom) est un film biographique britannico-sud-africain réalisé par Justin Chadwick, sorti en 2013. Il s'agit de l'adaptation de l'autobiographie Un long chemin vers la liberté (Long Walk to Freedom, 1994) de Nelson Mandela, racontant son enfance, sa carrière politique, ses luttes contre l'apartheid et ses années de prison.
Il est présenté au Festival international du film de Toronto 2013 et sort le 28 novembre 2013 en Afrique du Sud quelques jours avant le décès de Nelson Mandela, le 5 décembre 2013.

## Synopsis
Né et élevé au sein du peuple Thembu, Nelson Mandela quitte sa campagne natale pour Johannesbourg. Il y ouvre le tout premier cabinet d'avocats noirs puis devient l'un des leaders du Congrès national africain.
Après son arrestation, il peut compter sur le soutien sans limite de son épouse Winnie.

## Fiche technique
- Titre original : Mandela: Long Walk to Freedom
- Titre français : Mandela : Un long chemin vers la liberté
- Réalisation : Justin Chadwick
- Scénario : William Nicholson, d'après l’autobiographie Un long chemin vers la liberté (Long Walk to Freedom, 1994) de Nelson Mandela
- Direction artistique : Willie Botha, Patrick O'Connor et Cecelia van Straaten
- Décors : Johnny Breedt
- Costumes : Diana Cilliers et Ruy Filipe
- Photographie : Lol Crawley
- Montage : Rick Russell
- Musique : Alex Heffes et Rebecca Dale
- Production : Anant Singh
- Société de production : Videovision Entertainment[1] ; Distant Horizon (coproduction)
- Sociétés de distribution : The Weinstein Company (États-Unis), Pathé Distribution (Royaume-Uni et France)
- Pays d'origine :  Royaume-Uni /  Afrique du Sud
- Langues originales : anglais, afrikaans, xhosa
- Format : couleur - 2.35 : 1 - Dolby Digital - 35 mm
- Genre : biographie
- Durée : 141 minutes
- Dates de sortie :
  - Canada : septembre 2013 (Festival international du film de Toronto 2013)
  - Afrique du Sud : 28 novembre 2013[2]
  - Belgique, France, Suisse romande : 18 décembre 2013[3]
  - Québec : 25 décembre 2013[4]
  - Royaume-Uni : 3 janvier 2014

## Distribution
- Idris Elba (V. F. : Daniel Lobé) : Nelson Mandela
  - Atandwa Kani : Nelson Mandela (16-23 ans)
- Naomie Harris (V. F. : Béatrice Cheramy) : Winnie Mandela, seconde épouse
- Lindiwe Matshikiza (V. F. : Aurélie Konaté) : Zindzi Mandela
- Tony Kgoroge (V. F. : Lucien Jean-Baptiste) : Walter Sisulu
- Deon Lotz (V. F. : Laurent Montel) : Kobie Coetzee
- David Butler (V. F. : Jean-Pol Brissart) : Colonel Badenhorst
- Riaad Moosa (V. F. : Arnaud Bedouët) : Ahmed Kathrada
- Mark Elderkin : le policier de Sophiatown
- Robert Hobbs : le chef Warden
- Carl Beukes (V. F. : François Raison) : Niel Barnard
- Terry Pheto (V. F. : Mbembo) : Evelyn Mase, première épouse
- Gys de Villiers : F. W. de Klerk
- Theo Landey : Brian Widlake
- Nomfusi Gotyana : Miriam Makeba
- Adam Neill : Percy Yutar

Source et légende : Version française (V. F.) sur AlloDoublage

## Production

### Développement
En 1996, Anant Singh, chef de la direction de Videovision Entertainment et producteur de Distant Horizon sud-africain, alors responsable de nombreux films contre l'apartheid,, a parlé avec Nelson Mandela à propos d'un film inspiré de sa vie en prison et, avec l'accord de ce dernier, a acquis le droit d'adaptation de son roman autobiographique Un long chemin vers la liberté (Long Walk to Freedom, 1994) au grand écran. C'est l'unique film ayant obtenu l’accord de l'ancien président de l'Afrique du Sud et de la fondation Nelson-Mandela : « Cette reconnaissance et cette affirmation de Madiba [surnom de Nelson Mandela] est extrêmement valorisante et on se dit que cette expérience a valu le coup », dira le producteur dans un communiqué.
Il embauche William Nicholson pour le scénario. Ce projet prend beaucoup de temps non seulement pour séduire les spectateurs, mais aussi Nelson Mandela.
La réalisation est confiée à l'origine à Shekhar Kapur en 2002 et à Tom Hooper en 2009 avant que les producteurs ne misent officiellement sur Justin Chadwick en 2012, : « Nous sommes également ravis de travailler avec Justin Chadwick, vu qu'il a fait un travail brillant sur Le Plus Vieil Écolier du monde (The First Grader) », a partagé le producteur.

### Attribution des rôles
Alors que la production lui confie la réalisation en 2002, Shekhar Kapur déclare au magazine américain Entertainment Weekly qu'il désire vivement l'acteur Morgan Freeman dans le rôle principal et qu'il espère que le tournage ait lieu l'année suivante, ce qu'il a annoncé au Festival de cinéma de Capri, en décembre 2002.
Les producteurs de Videovision Entertainment, en compagnie de ceux de Distant Horizon, font appel à de nombreux acteurs sud-africains. En mars 2012, l'acteur britannique Idris Elba a finalement été choisi pour interpréter l'ancien opposant à l'apartheid. Tout comme Morgan Freeman, Danny Glover, David Harewood, Dennis Haysbert, Terrence Howard, Clarke Peters et Sidney Poitier, cet acteur n'est pourtant pas un Sud-Africain. « Le problème principal, c'est la taille. Nelson Mandela est un homme considérablement grand. En moyenne, les acteurs sud-africains ne font pas 1,90 m », a expliqué le directeur de casting.
Le même mois, l'actrice anglaise Naomie Harris obtient le rôle de Winnie Mandela,, l'ex-femme de Nelson Mandela.
L'actrice et chanteuse sud-africaine Nomfusi Gotyana joue le petit rôle de Miriam Makeba, une chanteuse et militante politique, dans « une scène où le jeune Nelson Mandela vient dans un bar souterrain pour passer un moment agréable avec la musique ».

### Tournage
Après que le directeur de la photographie Lol Crawley commence fin mai 2012 en Afrique du Sud, précisément à KwaZulu-Natal, le tournage a lieu pendant seize semaines au Cap, capitale provinciale du Cap-Occidental, à Johannesbourg en Gauteng et au Cap-Oriental — la terre natale de Nelson Mandela — jusqu'à la mi-septembre 2012.
L'équipe du tournage et les acteurs de la production Videovision Entertainment se rendent à la prison de Robben Island au large du Cap, où a été condamné et interné Nelson Mandela pendant dix-huit de ses vingt-sept années de prison et où il écrivit ses mémoires de 1974 à 1990, année de sa libération. Ceci n'est pas une première fois puisque deux films l'évoquent également, dont une grande partie dans Goodbye Bafana de Bille August (2007) et brièvement dans Invictus de Clint Eastwood (2009). Parmi les 12 000 figurants, le réalisateur et la directrice des auditions appellent les 140 anciens prisonniers qui y ont connu de près ou de loin Nelson Mandela afin de rendre le film plus vraisemblable.
La production tourne également dans la prison de Pollsmoor à Tokai et dans la prison de Victor Verster à Paarl au Cap-Occidental.

### Postproduction
En février 2013, The Weinstein Company rachète le film dans l'intention de le faire distribuer le 29 novembre 2013 à travers les États-Unis. Quant au Royaume-Uni et à la France, il est acheté par Pathé International en mai 2013.
L'affiche promotionnelle du film — sur laquelle on peut voir l'acteur Idris Elba en gros plan dans un fond contrasté de couleurs du drapeau de l'Afrique du Sud — est d'abord exposée en mai 2013 en plein Festival de Cannes avant que la seconde ne soit dévoilée par Hollywood Reporter, le mois suivant. Le premier teaser est révélé par Variety le 12 juillet 2013, dans lequel l'image commence par l'apparition d'Idris Elba marchant avec les enfants vers la colline ; quant à la bande-annonce, elle est dévoilée le 18 juillet 2013 à l'occasion des 95 ans de Nelson Mandela.

### Musique
Pour la seconde fois, le compositeur Alex Heffes retrouve Justin Chadwick après son film Le Plus Vieil Écolier du monde (The First Grader, 2010).
| 1.    | Sons Of Xhosa                            |  | 2:10 |
| 2.    | Political Campaigning                    |  | 2:05 |
| 3.    | Civil Disobedience                       |  | 2:13 |
| 4.    | Nelson & Winnie                          |  | 2:45 |
| 5.    | Sharpeville & Exile                      |  | 4:20 |
| 6.    | Bomb Making                              |  | 4:18 |
| 7.    | Arrest                                   |  | 2:18 |
| 8.    | The Rivonia Trial Begins                 |  | 3:22 |
| 9.    | The Verdict & Transfer to Robben Island  |  | 3:33 |
| 10.   | Solitary Confinement                     |  | 1:55 |
| 11.   | Humiliation                              |  | 4:06 |
| 12.   | News Of Thembi's Death                   |  | 3:15 |
| 13.   | Separation                               |  | 4:09 |
| 14.   | Meeting Zindzi & Transfer to Pollsmoor   |  | 5:01 |
| 15.   | The Talks Begin                          |  | 4:13 |
| 16.   | The Release                              |  | 2:54 |
| 17.   | Anger On The Streets                     |  | 5:14 |
| 18.   | Boipatong Massacre And A Move To Action  |  | 6:48 |
| 19.   | Taking Office - The Long Walk To Freedom |  | 3:53 |
| 68:40 |                                          |  |      |

La bande originale du film sort dans la même date que celui d'Alex Heffes.

## Accueil

### Festival et sorties
Mandela, Long Walk to Freedom est présenté en avant-première mondiale au Festival international du film de Toronto en septembre 2013.
The Weinstein Company projette le film aux États-Unis et au Canada, le 29 novembre 2013. La France le découvre à partir du 18 décembre 2013.

### Accueil critique
Le film reçoit un accueil critique mitigé, recueillant 61 % de critiques favorables, avec un score moyen de 6.1/10 et sur la base de 140 critiques collectées, sur le site Rotten Tomatoes. Sur le site Metacritic, il obtient un score de 60⁄100, sur la base de 32 critiques collectées .
En France, le site Allociné propose une note moyenne de 3,3⁄5 à partir de l'interprétation de critiques provenant de 19 titres de presse.
De même, il obtient une moyenne de 6.6/10 sur la base de 1627 votes sur le site Imdb . En décembre 2013 les bonnes critiques apparaissent, en commençant par Jacky Bornet du Cultubox, le site internet de France Télévisions, considère le « film de Justin Chadwick [comme] des plus justes. S’il tire plus d’une fois la larme à l’œil, c’est par rapport à son histoire et une mise en scène en symbiose avec son sujet. Toute personne en lien avec son discours doit aller voir ce film, juste, digne et libre ». Emmanuelle Spadacenta du Cinemateaser signale que « l'importance humaine et historique de Mandela n'aura jamais été aussi bien décrite que lorsque Justin Chadwick dépassionne le propos et garde la tête froide ».
Franck Nouchi du Monde partage son opinion : « Que dire de ce Long chemin vers la liberté sinon qu'il se parcourt avec émotion, magnifié par Idris Elba. Gestuelle, démarche, voussure des épaules : la performance de cet acteur britannique d'origine sierra-léonaise et ghanéenne, qui s'est fait connaître dans la série Sur écoute (The Wire), vaut bien celle de Morgan Freeman dans le film de Clint Eastwood ».

### Box-office
| Pays ou région | Box-office      | Date d'arrêt du box-office | Nombre de semaines |
| -------------- | --------------- | -------------------------- | ------------------ |
| Monde          | 27 333 835 $    | 27 mars 2014               | -                  |
| Afrique du Sud | 1 930 062 $     | 5 janvier 2014             | 6                  |
| États-Unis     | 7 750 000 $     | 29 décembre 2013           | 7                  |
| France         | 247 803 entrées | 8 janvier 2014             | 4                  |
| Royaume-Uni    | 2 417 550 $     | 5 janvier 2014             | 1                  |

Afrique du Sud
Pour le premier week-end, le film est un succès au box-office sud-africain, avec plus de 4 400 000 000 de rands récoltés (soit plus de 427 000 de dollars).
États-Unis
Il récolte 84 283 de dollars le premier week-end et 181 110 de dollars au total le second.
France
Du fait de la sortie de Belle et Sébastien de Nicolas Vanier le même jour, qui se positionne au premier rang avec 1 253 entrées dans 22 salles parisiennes, le succès de Mandela : Un long chemin vers la liberté n'est pas au rendez-vous : il n'attire seulement que 756 spectateurs dans 18 salles. Pourtant, selon AlloCiné le 21 décembre 2013, il est élu meilleur film de la semaine par les critiques spectateurs avec une moyenne de 4,02 étoiles sur 5 et se place en tête du classement devant Belle et Sébastien et Le Géant égoïste (The Selfish Giant) de Clio Barnard. Une semaine passée, il compte au total 109 441 entrées, dont 43 575 entrées à Paris.

## Distinctions

### Récompenses
- Golden Globes 2014 : Meilleure chanson originale pour Ordinary Love interprétée par U2[49]

### Nominations et sélections
- AFI Fest 2013
- Festival international du film de Toronto 2013 : sélection « Gala Presentations »
- Festival international du film des Hamptons 2013
- African-American Film Critics Association Awards 2013 : top 10 des meilleurs films de l'année[50]
- British Academy Film Awards 2014 : meilleur film britannique
- Critics' Choice Movie Awards 2014 : meilleure chanson originale pour Ordinary Love interprétée par U2
- Golden Globes 2014 :
  - Meilleur acteur dans un film dramatique pour Idris Elba
  - Meilleure musique de film pour Alex Heffes
- Oscars du cinéma 2014 : meilleure chanson originale pour Ordinary Love interprétée par U2

## À noter
- Avant Mandela: Long Walk to Freedom, la production canadienne Equinoxe Films a réalisé Winnie de Darrell Roodt à Johannesbourg, au Cap et à Robben Island en Afrique du Sud en 2010[51], avec Jennifer Hudson dans le rôle de Winnie Mandela et Terrence Howard, Nelson Mandela[52]. Après l'avant-première au Festival international du film de Toronto en septembre 2011, le film est sorti le 6 septembre 2013 aux États-Unis.